# Joe Murray
Joseph Murray Quiñones, detto Joe (Bronx, 20 settembre 1967), è un ex cestista statunitense con cittadinanza portoricana.

## Carriera
Con Porto Rico ha disputato i Giochi panamericani di Mar del Plata 1995 e i Campionati americani del 2001.